# 水野舞菜
水野 舞菜（みずの まな、2000年〈平成12年〉11月8日 - ）は、日本の女性アイドル、タレント、TikToker、YouTuber、インフルエンサー。愛称は、まなんちょす。seju（GROVE株式会社）所属。
神奈川県出身。2018年、日本のアイドルグループ「ラストアイドル」の2期生として芸能界にデビューした。2021年末に「ラストアイドル」を脱退し、その後はTikTokなどでの活動によってインフルエンサーとして知られるようになり、2023年7月時点でTikTokでは160万人の利用者からフォローされている。

## 略歴
2000年11月8日、神奈川県で生まれる。
AKB48や乃木坂46のアイドルのファンであり、特に白石麻衣に憧れ、アイドルを志望していた。2017年8月に放送開始されたオーディション番組『ラストアイドル』をアイドル好きとして家族で見ているだけで本人は乗り気ではなかったが、両親の強い勧めでオーディションに応募した。2018年、「ラストアイドル」の2期生として芸能界にデビューし、2期生のデビュー曲「愛しか武器がない」で橋本桃呼と共にセンターポジションを務めた。
2021年末に「ラストアイドル」を脱退した。脱退の決め手は、TikTokを始めたところ楽しくなり、SNSで活動していこうと思ったためだったという。
TikTokにおいて2020年2月に開始した動画投稿・公開活動は2023年7月時点で160万人の利用者からフォローされており、インフルエンサーとして知られている。モデルプレスの独自ランキング「TikTokクリエイター影響力トレンドランキング」では、2022年は30位、2023年上半期は26位だった。

## 主な活動
「ラストアイドル」2期生の一員だった2020年2月28日にTikTokでの活動を開始し、2023年時点で3年間毎日動画の投稿・公開をしている。
2021年末に「ラストアイドル」を脱退した1週間後の2022年1月7日にはYouTubeでも動画の投稿・公開を開始し、毎週金曜日に動画の投稿・公開を続け、2024年8月30日時点で110本の動画が公開されている。
2022年8月4日に京セラドーム大阪にて開催された「EXIA Presents KANSAI COLLECTION 2022 AUTUMN ＆ WINTER」（関西コレクション）にファッションモデルとして出演し、「MATSURI」ステージでは水野にとって初となるランウェイではっぴを羽織って歩き、その後のステージでは「上品かつ大人ガーリなコーディネート」と報道された薄い素材を使った短い丈で3分袖のカーディガンと踝まである黒のロングスカートを着てランウェイを歩いた。
2022年11月22日にデジタル写真集『WHITE graph』が発売された。熊木優が撮影し、講談社が電子書籍として刊行したこの撮り下ろしによる写真集は「グラビア撮影に憧れていた」という水野にとって初のグラビア撮影であり、ニットの服やキャミソールドレス、ショートパンツ、水着などの衣装をつけた写真が収録されている。
2023年5月8日発売『週刊ヤングマガジン』（講談社刊）のグラビアページに水着姿の写真が掲載されることが同日の『オリコンニュース』にて報道され、ビキニとワンピースの水着姿写真各1枚が転載され、「透明感あふれるキュートな美少女」と紹介された。
日本のロックバンド「Organic Call」の曲「スターライト」（アルバム『夢泳ぐ鵠の行方』所収）のミュージック・ビデオが2023年5月10日に配信開始され、宮下太輔が監督したこの映像作品で水野は主演を務めた。水野は作品について「なかなか見つからない光を後半になるにつれて見つけていくストーリー」とコメントしている。

## 人物
- 中学1年生のとき親友につけてもらったあだ名の「まなんちょす」が愛称になっている[7]。
- 高校在学中は軽音楽部に所属し、ドラムを叩いていた[8]。
- 2023年3月24日、明星大学を卒業した[21]。
- 趣味はアニメを観ることなどで[7]、女性アイドルを見ることも好む[3]。
- 身長158cm[3]。
- 「ラストアイドル」2期生の仲間である橋本桃呼によると、水野はいわゆる「天然」でマイペースの面があるが、愛されるキャラクターであり、人知れず練習をする努力家でもあるという[12]。

### 交友
高橋美海
「ラストアイドル」2期生の仲間で、一緒にディズニーランドに行ったりする。
金子みゆ
女性アイドルグループ「LinQ」の元メンバー。お互いのYouTubeチャンネルで共演している。
高梨優佳
水野と同じくsejuに所属しているモデル。美容シャンプーのウェブCMなどで共演している。
雨ニモマケズ、ダーウィンは来ズ。
そうた、ケニー、よろず、モトダリョウタによる4人組のYouTuberで、通称「雨来ズ。」。2023年3月、雨来ズ。がほぼ初対面の水野の大学卒業式に金子と共にやって来た。水野によると「仲良くさせて頂いてる」という。

## 出演

### ドラマ
- 声届いた日から（2022年、荒野行動公式TikTok、Webドラマ、全5話〈総計約9分〉）[33] - 主演 雫 役[1][34]
- 差出人は誰ですか（2022年、TBS系列、テレビドラマ） - 国立愛梨 役[35]

### リアリティショー
- Second School life（2023年、日本テレビ） - 生徒まなんちょす 役[36][37]

### ミュージック・ビデオ
- 君のいない初めての冬（2021年、小林柊矢）-出演[38]
- Firefly（2022年、監督および歌：JASPĘR、音楽：JASPĘR & hide（SINCLAD））- 西井万理那と出演[39][40]
- 君のこと（2022年、撮影・編集：酒井貴弘、楽曲：マルシィ）- 出演[41][42]
- スターライト（2023年、監督：宮下太輔、楽曲：Organic Call）- 主演[4][20]
- アオカゼ（2023年、監督・編集・カメラ：南雲直人、楽曲：フィルフリーク）- 出演[43]
- ドラマ終わりに（2023年、監督・編集・カメラ：南雲直人、楽曲：フィルフリーク）- 出演[44]
- VANILLA SKY (feat. WurtS)（2023年、監督：WurtS、楽曲：Alexandros）- Ice cream girl 役[45]
- ずぎゅんぎゅんゆらり（2023年、プロデューサー・監督：Keisuke Tamura、監督・編集：Shogo Suzuki、作詞・作曲：香椎モイミ、歌：こはならむ）- 高梨優佳ほかと出演[46]
- まっさかさマジック!（2024年、歌：shallm、監督：マザーファッ子）- 高梨優佳と共演[47]。
- 会えなくても繋がってる（2024年、手がクリームパン）- めい 役[48]

### ファッションショー
- EXIA Presents KANSAI COLLECTION 2022 AUTUMN ＆ WINTER（2022年、京セラドーム大阪） - ファッションモデル[18]

### 広告
- adidas、FRENCH PACK（2023年） - デイリーシューズのモデル[49]
- 一蔵、オンディーヌ（2023年） - 振袖のモデル[50]
- WEGO、WEGOTEE（2023年） - キャミセットデザイントップスのモデル[51]
- H2O、&Prism DIAMOND SHINE（2023年） - 美容シャンプーのウェブCMに高梨優佳と出演[29]

### 舞台
- 「ミステリーピューロランド -大鶴肥満 緋色のウェディング-」（2024年9月15日・21日・23日・10月5日、サンリオピューロランド）[52]

## 書籍

### 写真集
- みずのいろ（2025年1月31日、KADOKAWA、撮影：三瓶康友）ISBN 978-4048978262[53]

### デジタル写真集
- WHITE graph（2022年11月22日、講談社、撮影：熊木優）[9][54]
- NEXT推しガール！1･2･3･4（2023年8月18日、講談社［ヤンマガデジタル写真集］、撮影：カノウリョウマ）[55][56][57][58]
- NEXT推しガール！1〜4 【140P完全版】（2023年8月18日、講談社［ヤンマガデジタル写真集］、撮影：カノウリョウマ）[59]
- 水星少女（2024年9月30日、KADOKAWA［Gテレデジタル！］）[60]